# Хромаев, Зураб Майранович
Зураб (Заурбек) Майранович Хромаев (9 января 1947, Белорусская ССР — 30 апреля 2019) — советский баскетболист, а впоследствии советский и украинский баскетбольный тренер и функционер. Как игрок — бронзовый призёр чемпионата СССР (1972) с клубом СКА (Киев), серебряный призёр Спартакиады народов СССР (1971) со сборной Украинской ССР, чемпион Украинской ССР (1970) с клубом «Автомобилист» (Ворошиловград). Как тренер работал с клубами СКА (Киев), ЦСКА, «Будивельник», сборными СССР и Украины. Со сборной СССР серебряный призёр чемпионата мира 1990 года, сборную Украины в 1997 году впервые в её истории вывел в финальную часть чемпионата Европы. Кандидат педагогических наук, Заслуженный тренер СССР и Украины. Президент Федерации баскетбола Украины (2003—2007).

## Биография
Родился в 1947 году в Беларуси. Отец Зураба, осетин по национальности, служил начальником погранзаставы на границе с Польшей, проходившей по Неману. Там же он женился на будущей матери Зураба Катерине, дочери грузина и украинки. Когда мальчику было семь лет, его семья переехала в Северную Осетию. В годы жизни в Орджоникидзе Зураб полюбил баскетбол. При небольшом для этого вида спорта росте (178 см) сильными сторонами его игры стали дальние броски и высокая скорость (за которую тренер Владимир Шаблинский прозвал Хромаева «конькобежцем»).
Окончив 11-летнюю школу в Орджоникидзе, Хромаев поехал в Душанбе, где работал тренер Александр Клименко, у которого юноша мечтал играть. Однако оказалось, что Клименко уже переехал в Луганск на Украине. Отучившись год в институте физкультуры в Душанбе, Хромаев в 1968 году приехал в Луганск, но Клименко, тренировавший местный «Автомобилист», его в команду не взял; по собственным словам Хромаева, в клубе уже был сыгранный состав, где ему не оказалось места. Юноша вернулся в Орджоникидзе, где окончил работу над высшим образованием, и затем вторично отправился в Луганск, на этот раз получив место в команде.
В составе «Автомобилиста» Хромаев стал чемпионом Украинской ССР, играл в Спартакиаде народов УССР и стартовал в чемпионате СССР, но в это время на него обратил внимание другой украинский клуб — СКА (Киев). Поскольку Хромаев был в призывном возрасте, его определили на прохождение службы в армейский клуб. Выступая за СКА, он стал бронзовым призёром чемпионата СССР 1972 года, выиграл чемпионат Вооружённых сил СССР и Спартакиаду союзных армий. В составе сборной Украины — серебряный призёр Спартакиады народов СССР 1971 года.
В 26 лет познакомился в Киевском дворце спорта со своей будущей женой Аллой, которой тогда было 16 лет. Свадьба с Аллой состоялась после того, как девушка забеременела; в браке у Хромаевых родился сын Тимур.
Тренерскую работу Хромаев начал в середине 1970-х годов как тренер команды Общества глухих. В 1976 году был направлен министерством обороны СССР в распоряжение Южной группы войск в Венгрию для формирования там баскетбольных команд. С этого момента начал тренировать на постоянной основе и в 1981 году вошёл в тренерский штаб киевского СКА. Позже работал в московском ЦСКА, куда с помощью Хромаева из киевского «Строителя» был переведён Александр Волков; также организовал переход в ЦСКА с Украины Валерия Гоборова.
Вместе с Владасом Гарастасом в конце 1980-х годов тренировал сборную СССР, с которой участвовал в частности в чемпионате мира 1990 года. К этому времени многие ведущие игроки СССР выступали в зарубежных клубах, и в сборной не было ни одного литовца; Украина, напротив, по воспоминаниям Хромаева, была представлена сразу шестью игроками. Когда советская сборная не смогла выиграть чемпионат мира, оставшись на втором месте, в Госкомспорте СССР возложили вину на украинских игроков, после чего Хромаев заявил, что намерен добиваться выхода киевских клубов из чемпионата СССР и проведения отдельного чемпионата Украины.
С начала 1990-х годов Хромаев был главным тренером киевского «Строителя» (переименованного в «Будивельник»), приняв пост у Виктора Боженара. С распадом СССР и началом проведения чемпионатов Украины «Будивельник» под его руководством четырежды становился национальным чемпионом. Одновременно Хромаев деятельно участвовал в создании Федерации баскетбола Украины, её вхождении в международные структуры, формировании первых украинских сборных. Став первым главным тренером национальной сборной Украины, в 1997 году вывел её в первый за независимую историю страны чемпионат Европы.
Возглавлял Федерацию баскетбола Украины, но в 2007 году из-за проблем со здоровьем (сахарный диабет) вынужден был оставить этот пост. Умер в апреле 2019 года на 73-м году жизни.